# Punch Brothers
Die Punch Brothers sind eine amerikanische Band um den Mandolinisten Chris Thile. Die derzeitige Besetzung besteht aus Noam Pikelny (Banjo), Chris Eldridge (Gitarre), Gabe Witcher (Fiddle, Violine) und Paul Kowert (Bass).
Die Formation hat ihre Wurzeln im Bluegrass. Sie gilt als progressiver Vertreter des Genres und eine Art „Supergroup“ der amerikanischen Akustik-Musik Szene. Die typische Bluegrassbesetzung verarbeitet dabei jenseits von Genregrenzen Einflüsse aus Pop-, Rock- und klassischer Musik.

## Geschichte

### How to Grow a Woman from the Ground
Zur Aufnahme des Albums How to Grow a Woman from the Ground versammelte Thile 2006 eine Gruppe von Musikern um sich, die sich projektbezogen zunächst How to Grow a Band nannten. Thile beschreibt das erste Zusammenfinden und die Idee der Band in einem Interview:

„Wir [Thile und sein Jugendfreund Gabe Witcher] hingen eines Nachts zusammen rum, nur um eine Menge Geld auszugeben, zuviel Wein zu trinken, Steaks zu essen und uns gegenseitig über unsere gescheiterten Beziehungen zu bemitleiden. Wir hatten ein paar Tage zuvor zusammen gespielt und gesagt, wir müssten musikalisch was zusammen machen. Mit unseren gebrochenen Herzen wurde das dringender - unsere Leben hatten über eine lange Zeit denselben Verlauf genommen. Ich wusste, dass ich mit Gabe eine Band haben wollte, aber ich wusste nicht, ob es ein Rockensemble, ein ambitioniertes akustisch-klassisches Ding oder eine Bluegrassgruppe sein würde.“

Auf dem Telluride Bluegrass Festival begegnete er dem Banjovirtuosen Noam Pikelny:

„Wir spielten, und es gab eine ernsthafte, unmittelbare Verbindung. Da wurde mir klar, dass ich eine Bluegrass-Band zusammenstellen wollte - eine mit einer Menge Spielraum, aber vom Aussehen und Sound her eine Bluegrassband.“

Pikelny lud den Gitarristen Chris „Critter“ Eldridge und den Bassisten Greg Garrison zu den gemeinsamen Sessions in Nashville ein. How to Grow a Woman from the Ground erschien als Soloalbum bei Thiles Vertragslabel Sugar Hill. Der Titelsong stammt ursprünglich vom amerikanischen Singer-Songwriter Tom Brosseau. Auf dem ersten Album finden sich neben typischen Bluegrassnummern (Jimmie Rodgers Brakeman' s Blues) unter anderem Coverversionen von Jack White (Dead Leaves and the dirty ground) und den Strokes (Heart in a cage). Es dekliniert nicht nur das Thema „scheiternde Beziehung“ und „Neuanfang“ (I'm yours, if you want me), sondern markiert zugleich die Bandbreite musikalischer Einflüsse, die dem Bluegrasscharakter des Albums anverwandelt werden.

### Punch
2007 benannte sich Band in Punch Brothers um. Der Name entstammt der Erzählung A Literary Nightmare von Mark Twain, in der es um einen suggestiven Jingle geht, der sich ohrwurmartig verbreitet und der ursprünglich eine Art einschwörendes Mantra der Eisenbahnschaffner gewesen ist: „Punch, brothers, punch with care, punch in the presence of the passenjare!“
Im selben Jahr verkündete Thiles Ursprungsformation Nickel Creek eine unbegrenzte Auszeit und Nonesuch Records nahm die Punch Brothers unter Vertrag. Im Februar 2008 ging die Band auf landesweite Tournee. Ende des Monats erschien Punch, das erste Album unter dem neuen Bandnamen. Es enthält unter anderem die Thile-Komposition The Blind Leaving The Blind, eine Suite in vier „Movements“, in denen Thile die Scheidung von seiner ersten Frau verarbeitet. Die Komposition wurde im März 2007 in der New Yorker Carnegie Hall uraufgeführt. Thile, der mithilfe einer Kompositionssoftware (Finale) ein gutes Jahr an dem ambitionierten Werk gearbeitet hatte, beschreibt es als Versuch, Elemente klassischer Komposition, Jazz-Muster und freie Improvisation zu verbinden.
Im November des Jahres kam der Bassist Paul Kowert, ein Schüler Edgar Meyers, als Ersatz für Greg Garrison in die Band.

### Antifogmatic
2010 erschien Antifogmatic, bei dem der mittlerweile tourerprobte neue Bassist erstmals auf Studioaufnahmen der Band zu hören ist. Das Album wurde von Jon Brion produziert. Es ist benannt nach einem auf Rum oder Whiskey basierenden Getränk, einer Art Grog aus dem 19. Jahrhundert, der bei Nebel und sonstigen widrigen Wetterbedingungen für ausreichend Schutz und Abwehr sorgen soll. Ähnlich sieht Thile auch den Charakter der Songs auf dem Album, die diesmal verstärkt in Gemeinschaftsproduktion erarbeitet wurden. Es enthält unter anderem Rye Whiskey, als ebenso originelle wie mitreißende Bluegrass-Nummer, deren Struktur und Lyrik (Refrain vs Strophe) die Idee der „antifogmatischen“ Wirkung typischerweise verkörpert, und die Beziehungs-Burleske Next to the Trash als Bluegrass-Walzer. Den Abschluss des Albums bildet Thiles This is the Song (Good Luck), in dem wiederum die Trennungsproblematik besungen und nautische Metaphern („before i set sails“) beschworen werden.
Die Deluxe-Version von Antifogmatic enthält die EP „All of This Is True“ mit vier zusätzlichen Songs. Darüber hinaus wurden zwei Bonus-Tracks zum Download angeboten: das erste Radiohead-Cover der Band: „Packt Like Sardines In a Crush'd Tin Box“ und der „New Chance Blues“, der 2010 für den Grammy in der Kategorie Best Country Instrumental Performance nominiert wurde.
Die DVD zum Album Live from the Lower East Side: It's p-Bingo Night! zeigt die Band in ihrem New Yorker Probestudio live und enthält bis auf This is the song weiteres neues Material, unter anderem eine Adaption aus Johann Sebastian Bachs Brandenburgischen Konzerten (3. Konzert, 3. Satz Allegro).
2011 feierte die filmische Dokumentation How to Grow A Band Uraufführung beim Nashville Film Festival. Der Regisseur Mark Meatto, der schon für die genannte Live-DVD verantwortlich zeichnete, hatte die Band und ihre Entwicklung über mehrere Jahre begleitet.

### Who's Feeling Young Now?
Im Jahr 2012 erschien das dritte, von der englischsprachigen Presse hochgelobte Album Who's Feeling Young Now? und die EP Ahoy!. Der amerikanische Musiker und Musikproduzent T Bone Burnett hält die Punch Brothers mittlerweile für „eine der besten zeitgenössischen Bands“.

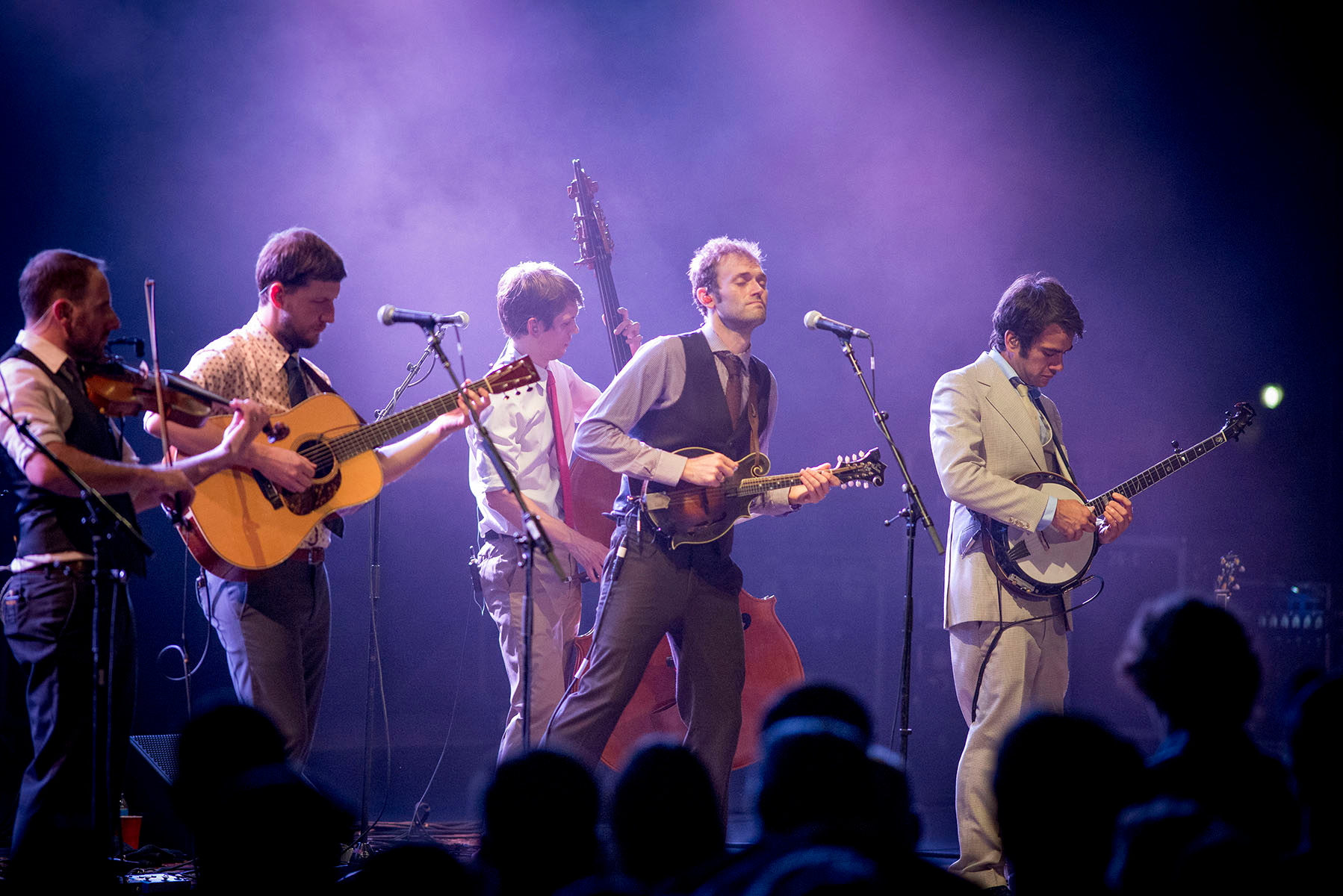
Punch Brothers live 2015

### The Phosphorescent Blues
Für das am 27. Januar 2015 erscheinende Album The Phosphorescent Blues fungierte Burnett als Produzent. Die Band hatte zuletzt 2013 mit dem renommierten Produzenten für den Soundtrack zu Inside Llewyn Davis zusammengearbeitet. Das Album thematisiert die Abgründe moderner, digitaler Kommunikation im Kontrast zum unmittelbaren Erleben und dem direkten Kontakt zum Publikum bei einem Live-Konzert. Der Titel zitiert eine Zeile aus Little Lights, dem letzten Stück des Albums: „Singing the phosphorescent pinks and blues“. Thile beschreibt hier den Blick von der Bühne in das Dunkel eines Smartphone-bewaffneten Publikums, das mehr damit beschäftigt zu sein scheint, das aktuelle Ereignis zu dokumentieren, als unmittelbar daran teilzunehmen. Für das Cover wurde ein Bild des belgischen Malers René Magritte (Die Liebenden 2) verwendet. Im Vorlauf der Veröffentlichung bat die Band ihre Fans, den Refrain des Schlussstücks Little Lights digital mittels einer präparierten Sequenz einzusingen. Die hieraus resultierenden Einsendungen wurden zuletzt in die fertige Aufnahme gemischt: So entstand eine verstärkende Chorwirkung, die den Ausklang des Albums bildet.
Die Vorstellung des Albums in Europa führte die Band auch zu einem Freikonzert nach Bremen. Beim ersten Besuch der Punch Brothers in Deutschland 2012 hatten sie Konzerte in Hamburg, Berlin und Köln gespielt.

### All Ashore
Im Februar 2018 fanden Aufnahmen für ein neues Album statt. All Ashore, das erste selbstproduzierte Album der Band, erschien am 20. Juli 2018. Der thematische Schwerpunkt der neun Songs des Albums liege, so Thile, „...im Nachdenken über verbindliche Beziehung in der heutigen Zeit, besonders im aktuellen politischen Klima“.
Im November 2018 traten die Punch Brothers in Ludwigshafen und der Hamburger Elbphilharmonie auf. All Ashore wurde bei den Grammy Awards 2019 als bestes Folkalbum ausgezeichnet.

## Mitglieder
Die Band versteht sich als Kollektiv, das sein Material überwiegend gemeinsam erarbeitet. Bandsitz ist Brooklyn.
- Chris Thile: Der als MacArthur Fellow ausgezeichnete Musiker gilt als einer der besten Mandolinisten überhaupt. Bei den Punch Brothers übernimmt er den Hauptanteil des Sologesangs, sowohl bei Standards als auch bei den melodisch und harmonisch komplexeren Eigenkompositionen der Band.
- Gabe Witcher: ein Kindheitsfreund Thiles, stammt wie dieser aus Kalifornien; Witcher gilt als begehrter Session-Musiker
- Chris Eldridge: The Infamous Stringdusters, The Seldom Scene, Duo mit Julian Lage
- Noam Pikelny: Leftover Salmon, John Cowan Band, Solo, mehrfach ausgezeichneter Banjospieler, zuletzt IBMA „Banjoplayer of the Year“ 2014.
- Paul Kowert: spielt neben den Punch Brothers im Trio Haas, Kowert & Tice, im Sommer 2014 war er im Duo mit Aoife O’Donovan unterwegs.

## Diskografie
- How to Grow a Woman from the Ground (2006, Sugar Hill)

Bei Nonesuch Records erschienen:
- Punch (2008)
- Antifogmatic (2010)
- Who’s Feeling Young Now? (2012)
- Ahoy! (EP, 2012)
- The Phosphorescent Blues (2015)
- The Wireless (EP, 2015)
- All Ashore (2018)

## Konzertfilme
- Live from the Lower East Side: It's p-Bingo Night!, DVD, Regie: Mark Meatto, Produzent: Michael Bohlmann. Livemitschnitt von 7 Songs. Aufgenommen  2009 in New York.